# Bernard Romain
Bernard Romain (Roanne, 11 febbraio 1944) è un pittore e scultore francese che ha colorato la scogliera più alta d'Europa in Normandia (Le Tréport) per commemorare il bicentenario della Rivoluzione francese.
È anche l'autore della Statua dell'Europa ("Unity in Peace") della Commissione europea. Da quando completò i suoi studi artistici a Parigi, ha tenuto una quantità impressionante di mostre e ha vinto diversi concorsi e premi con la land art e talvolta il lavoro estremo.

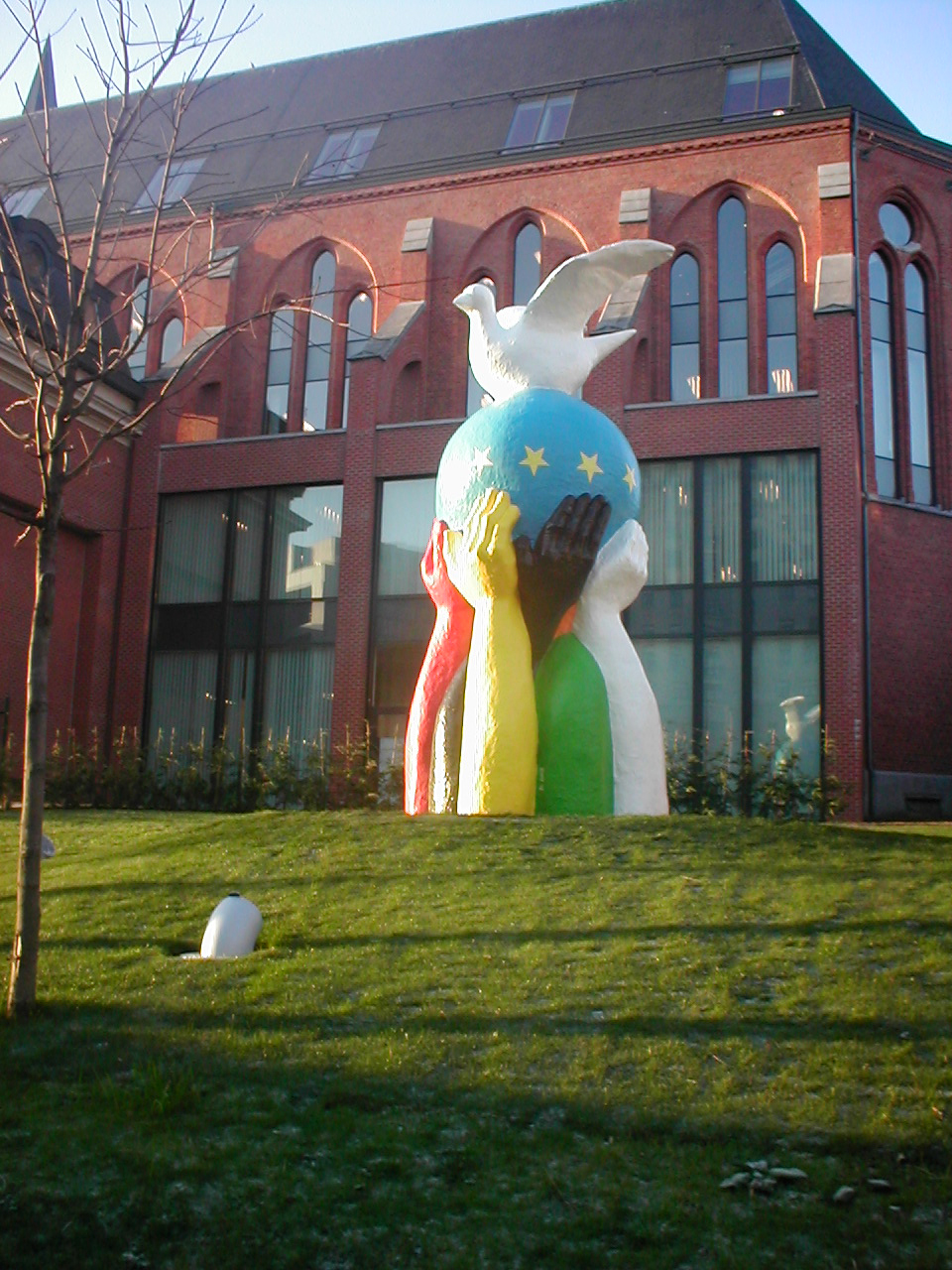
Statua dell'Europa- (Unity-in-Peace)

## Biografia
Suo padre era il pittore René Margotton allievo di Fernand Léger, così Bernard prese rapidamente lo pseudonimo di Romain. Arrivò all'età di un anno a Parigi e quando in età frequentò con il padre (un pittore della Scuola di Parigi) gli artisti e le mostre di Montparnasse. Studiò arti grafiche e plastiche a Sèvres e poi alla facoltà di arti plastiche dell'Università Paris-Sorbonne. Dal 1970 si dedicò a mostre di pittura e scultura.

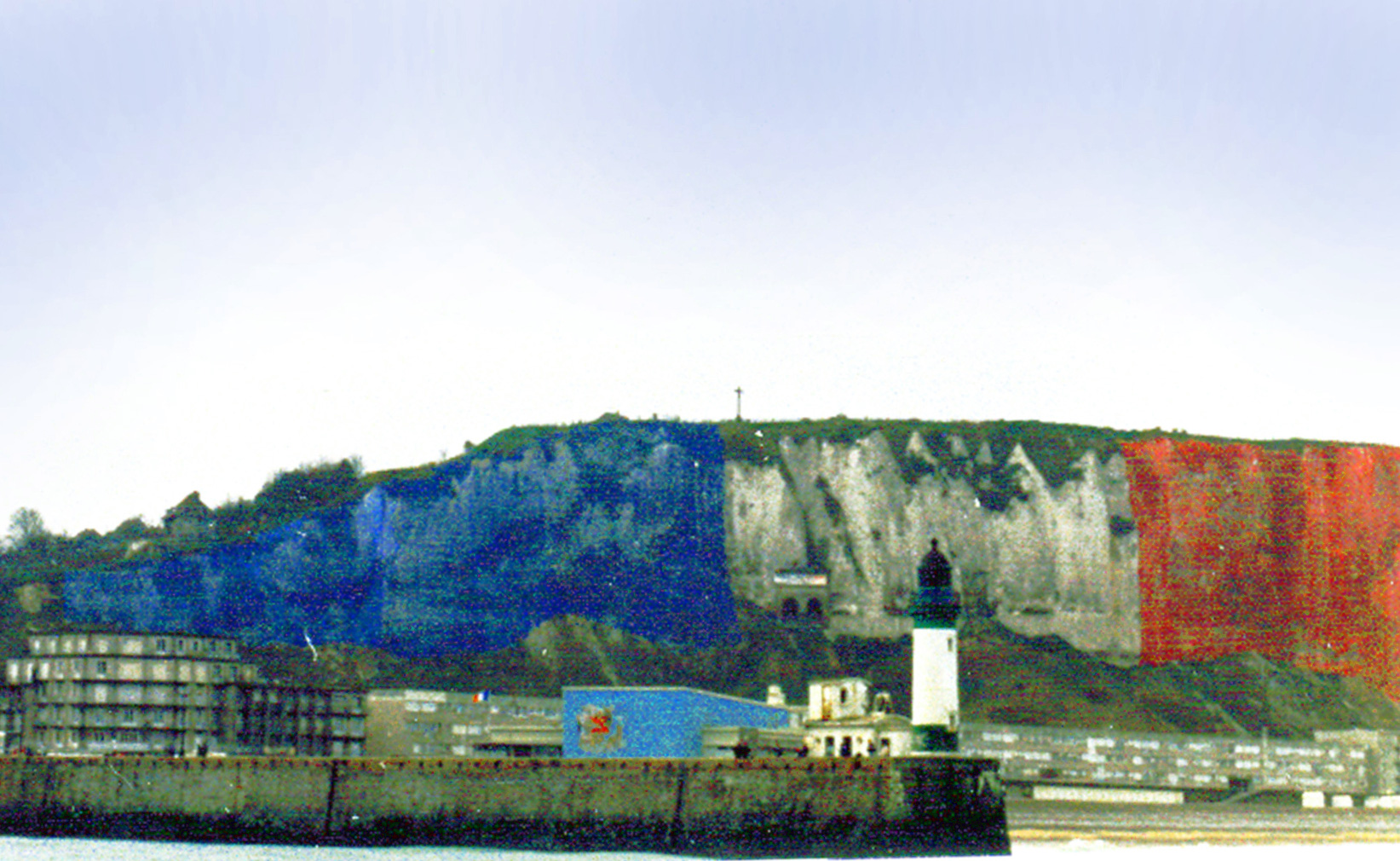
La più grande bandiera del mondo in Normandia

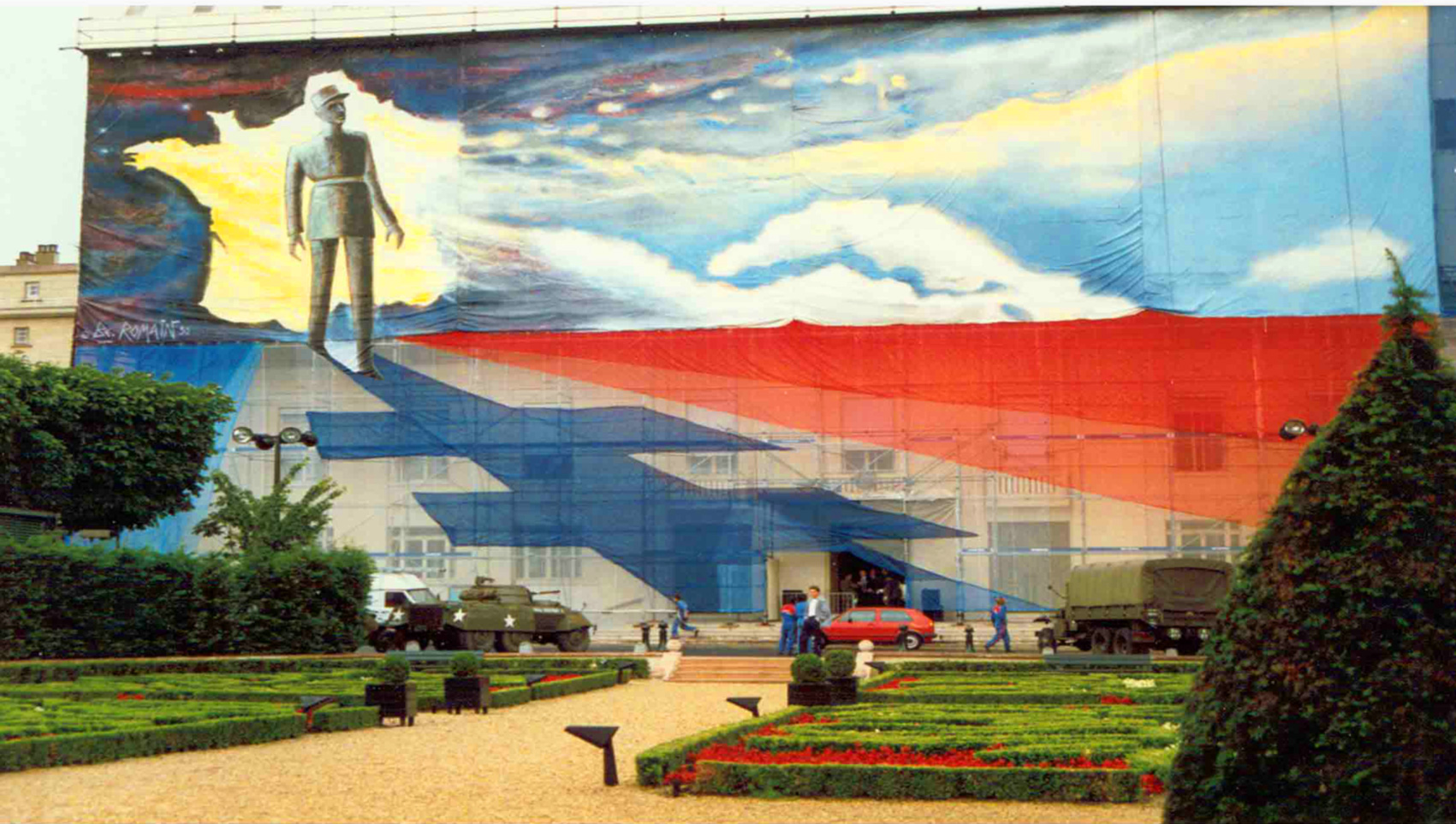
De Gaulle (rivestimento murale)

Romain si è fatto un nome nel mondo dell'arte pensando in grande. L'artista è entrato nel Guinness dei primati nel 1992 quando, assieme ai suoi collaboratori, ha trasformato alcune delle scogliere più alte d'Europa, in Normandia, nella bandiera più grande del mondo. Utilizzando tre tonnellate di materiale di colore rosso e blu, ha dipinto le scogliere lasciando a vista il bianco delle scogliere e creando così una grandissima bandiera francese. Un gruppo di 30 persone ha impiegato dieci giorni per completare l'opera. La bandiera, che copriva un'area di 30.000 m2, è stata costruita per celebrare i 200 anni dalla rivoluzione francese.
Nel 1989 ha rivestito di colori il Badisches Staatstheater Karlsruhe, enorme edificio in cemento armato, in occasione degli "Incontri Europei della Cultura" in Germania. Da allora Romain è intervenuto su diversi interi edifici trasformandoli in capolavori colorati, Trompe-l'œil. Spesso gli edifici erano sedi delle autorità locali, come gli uffici del consiglio di Saint Mandé, Parigi, per i quali Romain ha vinto il premio per il murale più grande del mondo nel 1990. L'opera copre un'area di 1200 m2 ed era stata commissionata per celebrare l'anniversario di Charles de Gaulle. Vicino a Tancarville, in Normandia, compose "Il respiro della terra" a Saint-Romain-de-Colbosc, il rivestimento di un edificio pubblico, utilizzando materiali industriali come il ready-made.
Un'altra delle sue opere famose è la Statua dell'Europa, commissionata dalla Regione di Bruxelles-Capitale e che occupa il posto centrale Jean Rey nella stessa città. La statua, denominata Unity in Peace, raffigura diverse braccia che sostengono il simbolo europeo, sormontato dalla colomba della pace. È stata progettata per rappresentare la diversità etnica in Europa e come un messaggio di fratellanza, tolleranza e speranza. Realizzata in resina, misura più di cinque metri in altezza e pesa quasi 800 kg. È stata eretta per celebrare l'anno delle persone con disabilità nel 2003. L'opera è stata prodotta, modellata, lucidata e dipinta da bambini di diverse culture con problemi alla vista, sotto la supervisione di Romain.

## Periodo delle isole Canarie

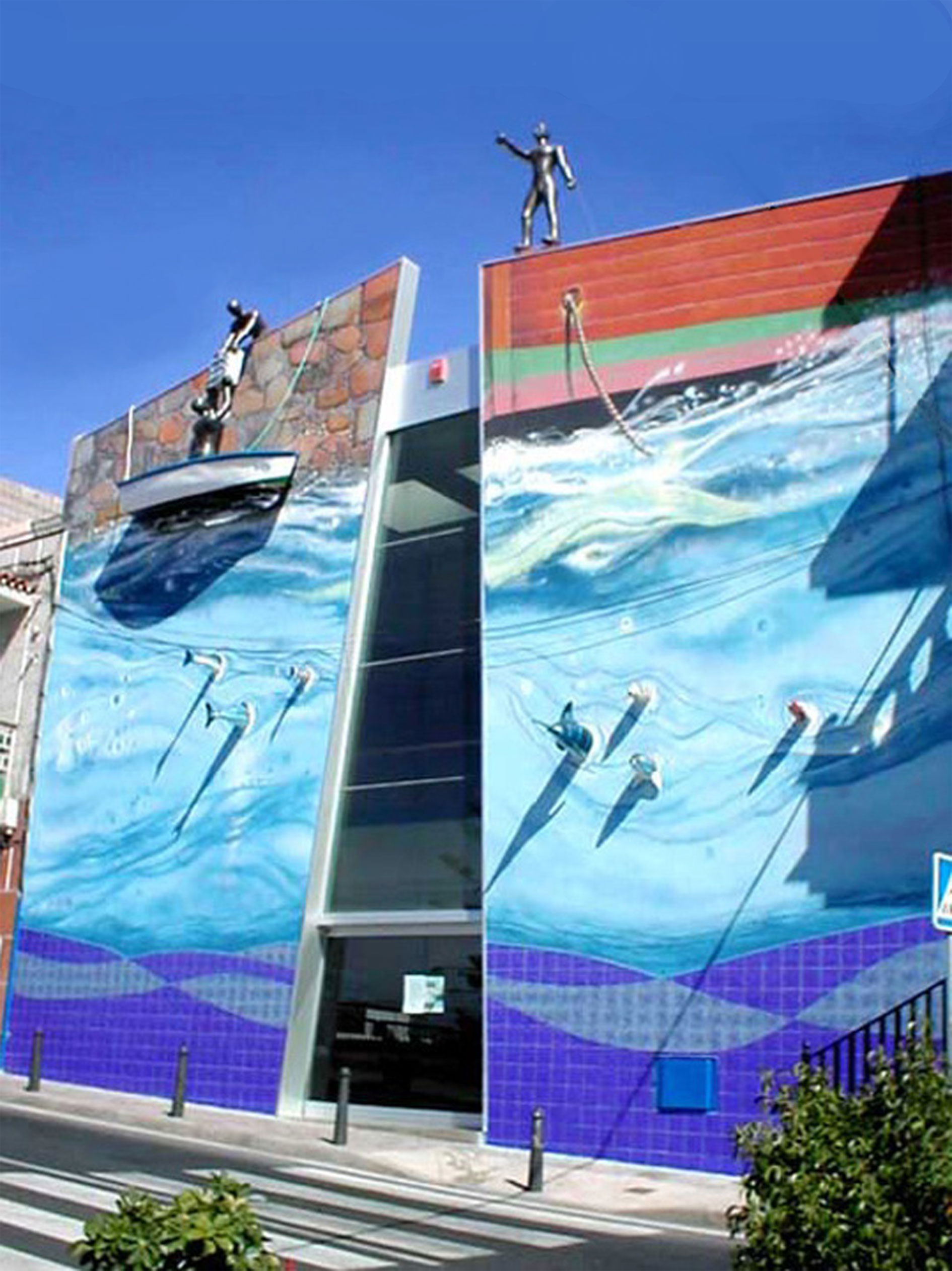
Museo dei pescatori (Tenerife)

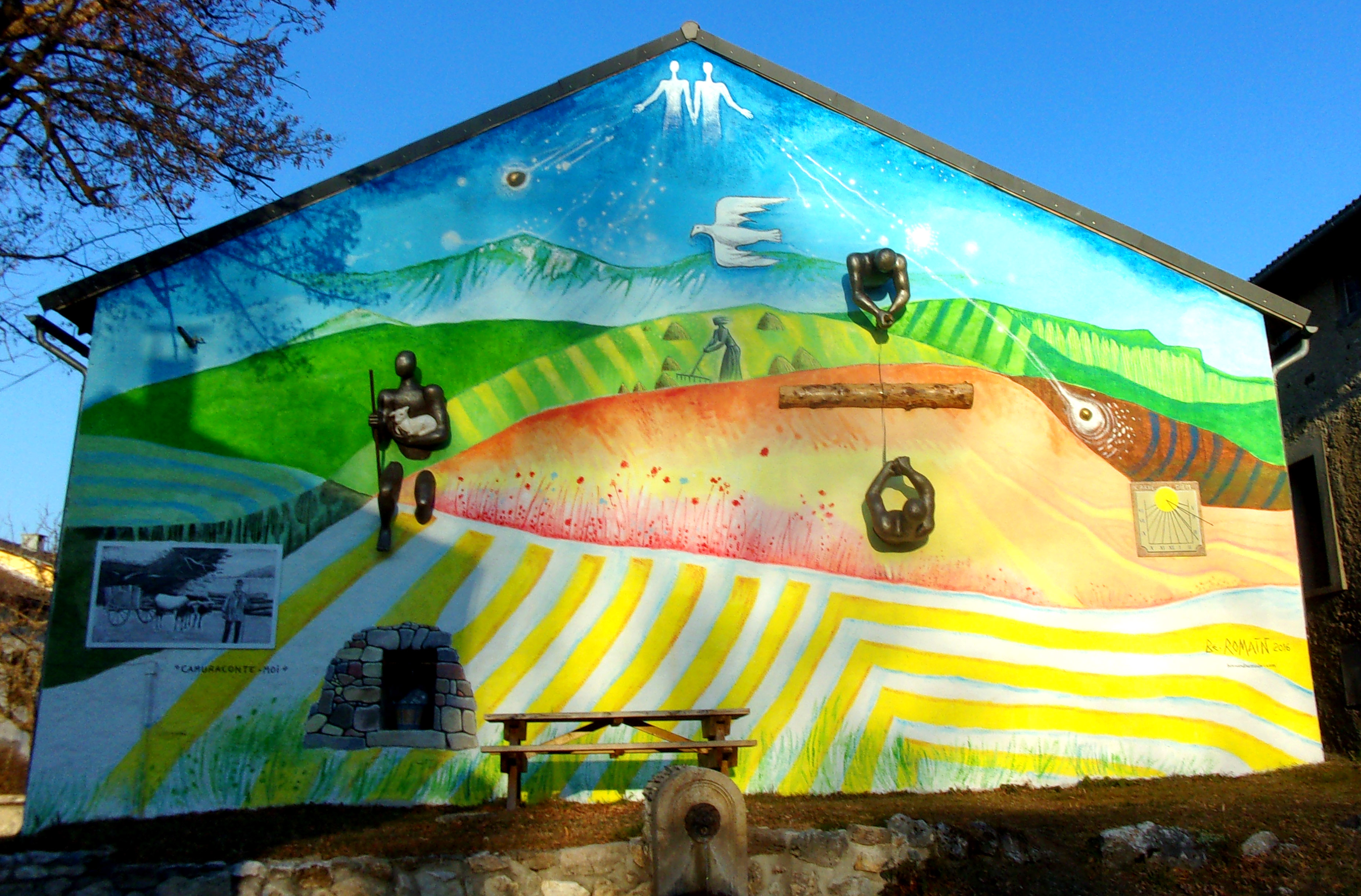
Fresque 3D "camuraconte-moi" (Camurac) Francia

Una delle opere d'arte del pittore e scultore Bernard Romain è stata inaugurata e benedetta presso la chiesa di Santiago del Teide; il dipinto raffigura Ferdinando III di Castiglia ed è stato fissato all'esterno della chiesa omonima. È la prima di una serie di immagini dell'artista, omaggio alle sette isole dell'arcipelago, che verranno, nel tempo, esposte in giro per la città. Poi dipinse la "Strada dell'arte" sulle case più antiche di Santiago del Teide. Questo lavoro presenta le sette isole: Tenerife, La Gomera, El Hierro, La Palma, Gran Canaria, Fuerteventura e Lanzarote (isola di César Manrique). Per costruire l'edificio che è diventato la sede del museo dei pescatori è stata demolita una casa tradizionale delle Canarie a Puerto Santiago. Nel 2002 Romain decise che l'edificio moderno doveva essere ravvivato e si rivolse al consiglio locale con il suo progetto. La facciata grigia è stata trasformata in un murale a tema marino a due piani che incorpora sculture di pescatori.
Romain vive a Icod de los Vinos, dove ha il suo studio. Lì, prepara numerose mostre in tutta Europa, isole e Spagna. Nel corso della sua vita ha avuto l'opportunità di fare tante amicizie con numerose personalità, artisti, poeti e scrittori. Il suo lavoro è stato pubblicato sui francobolli delle Poste spagnole per il Patrimonio Mondiale dell'Umanità dall'UNESCO.
Nel luglio 2019 Bernard Romain è stato nominato Ambasciatore di Tenerife (Isole Canarie) dal Presidente Carlos Alonso Rodriguez.

## Museo Bernard Romain
Il 6 ottobre 2010 a "Casa Señorio del Valle" (Centro visitatori "Volcan Chinyero") di Santiago del Teide (Tenerife: Isole Canarie) è stato inaugurato il museo Bernard Romain.

## Mostre
- 1977 Galleria a Beaubourg, Parigi, Galleria Trigeme
- 1978 Le Mans
- 1979 La Roche sur Yon
- 1982 Galleria Gautier Epernay, Galleria del Cercle Paris.
- 1983 Municipio di Parigi III.
- 1984 Aeroporto Paris-Orly e Hotel Negresco a Nizza
- 1987 Galleria Phoebus
- 1988 Mostra di Melun
- 1991 Val Gallery de Béthune MAI (Mercato Internazionale dell'Arte) Le Touquet
- 1992 Galleria Romeny Tarbes
- 2006 Retrospettiva, Santiago del Teide al Museo dei Pescatori, la cui facciata è stata realizzata da lui stesso a Tenerife (Isole Canarie 2008). Isola di La Gomera . Museo "Javier de la Rosa", Gran Canaria Tenerife Global Lyceo Taoro de La Orotava
- 2009 Galleria d'arte di Madrid (Spagna), Parigi, Nizza, Antibes, Epernay, Reims, Soissons, Paesi Bassi, Belgio e Giappone.

## Premi e riconoscimenti
- Cavaliere delle arti, scienze e lettere
- Premio internazionale Municipio di Neuilly sur-Marne
- Premio Studio dell'Île-de-France
- Prize du Thouet
- Premio della città di Parigi III
- Premio della città di Colombes
- Ospite d'onore della Fiat nel 1987 per il lancio di Fiat Uno
- Miglior premio delle arti plastiche, Selezione nazionale per la sua scultura "Libertà"
- Diploma dell'Accademia Internazionale Partenope Federico II (Italia)